# ریتیان
رِیتیان یکی از بزرگ‌ترین تولیدکنندگان تجهیزات نظامی ایالات متحده آمریکا و بزرگ‌ترین تولیدکننده موشک‌های هدایت شونده در جهان بود. در سال ۲۰۲۰ ریتیان با یونایتد تکنالوجیز ادغام شد تا ریتیان تکنالوجیز را شکل دهد.
این ابرشرکت در سال ۱۹۲۲ تأسیس شده‌است و در سال ۱۹۵۹ به نام کنونی خود تغییرنام یافت. ریتیون تقریباً ۷۳۰۰۰ کارمند در سراسر جهان داشت و درآمد سالانه این ابرشرکت حدود ۲۰ میلیارد دلار بود. این ابرشرکت همچنین همکاری بسیار نزدیکی با دیگر سازنده بزرگ تسلیحات آمریکایی یعنی لاکهید مارتین داشت و از جنگ‌افزارهای مشهوری که این دو شرکت به‌طور مشترک ساخته‌اند می‌توان به موشک ضد زره جاولین و موشک کروز تاماهاک اشاره کرد. در سال ۲۰۰۷، ریتیون پنجمین شرکت بزرگ پیمانکار صنایع نظامی در جهان بود.